# Gady (województwo warmińsko-mazurskie)

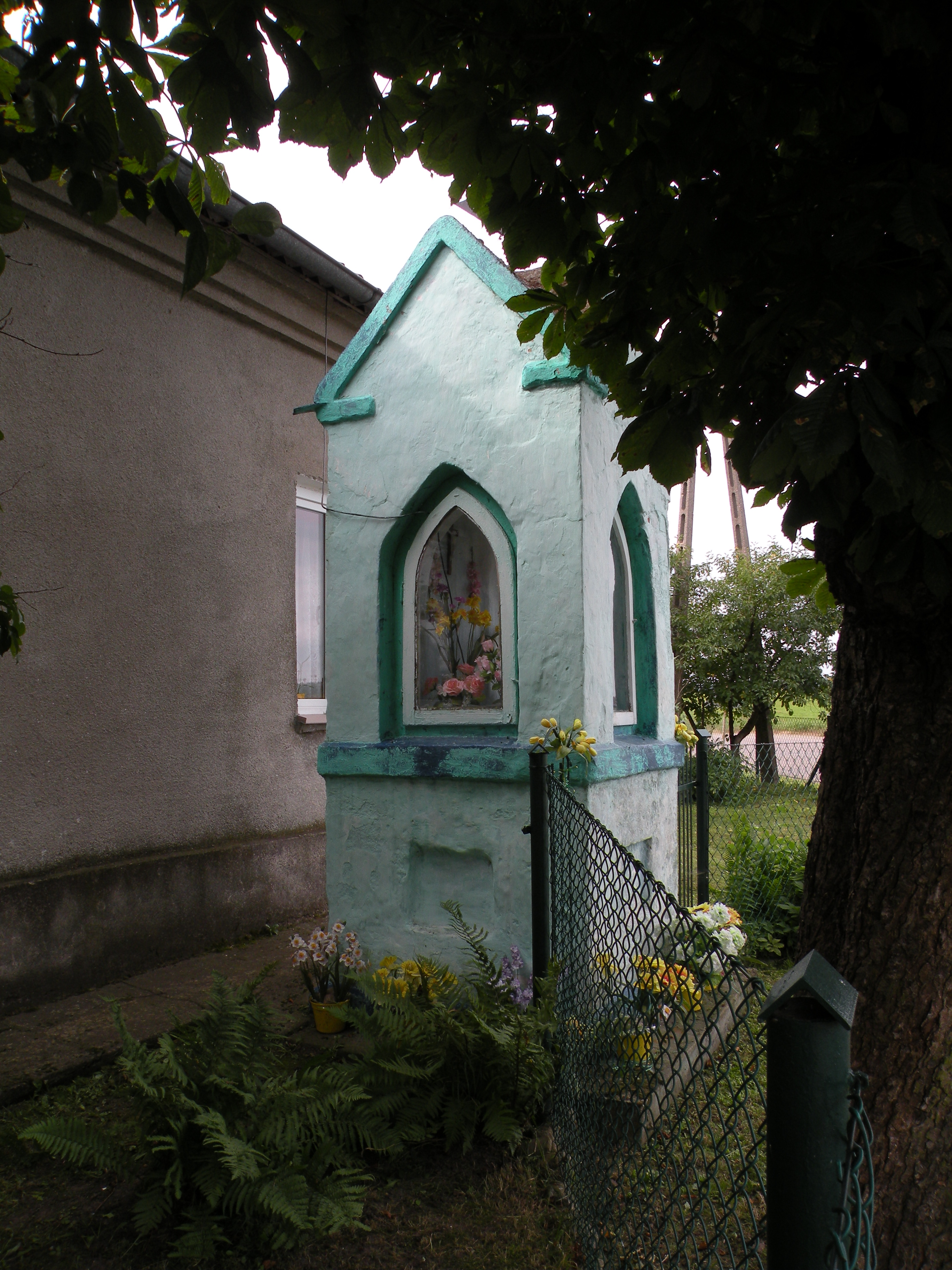
Kapliczka przy posesji nr 50

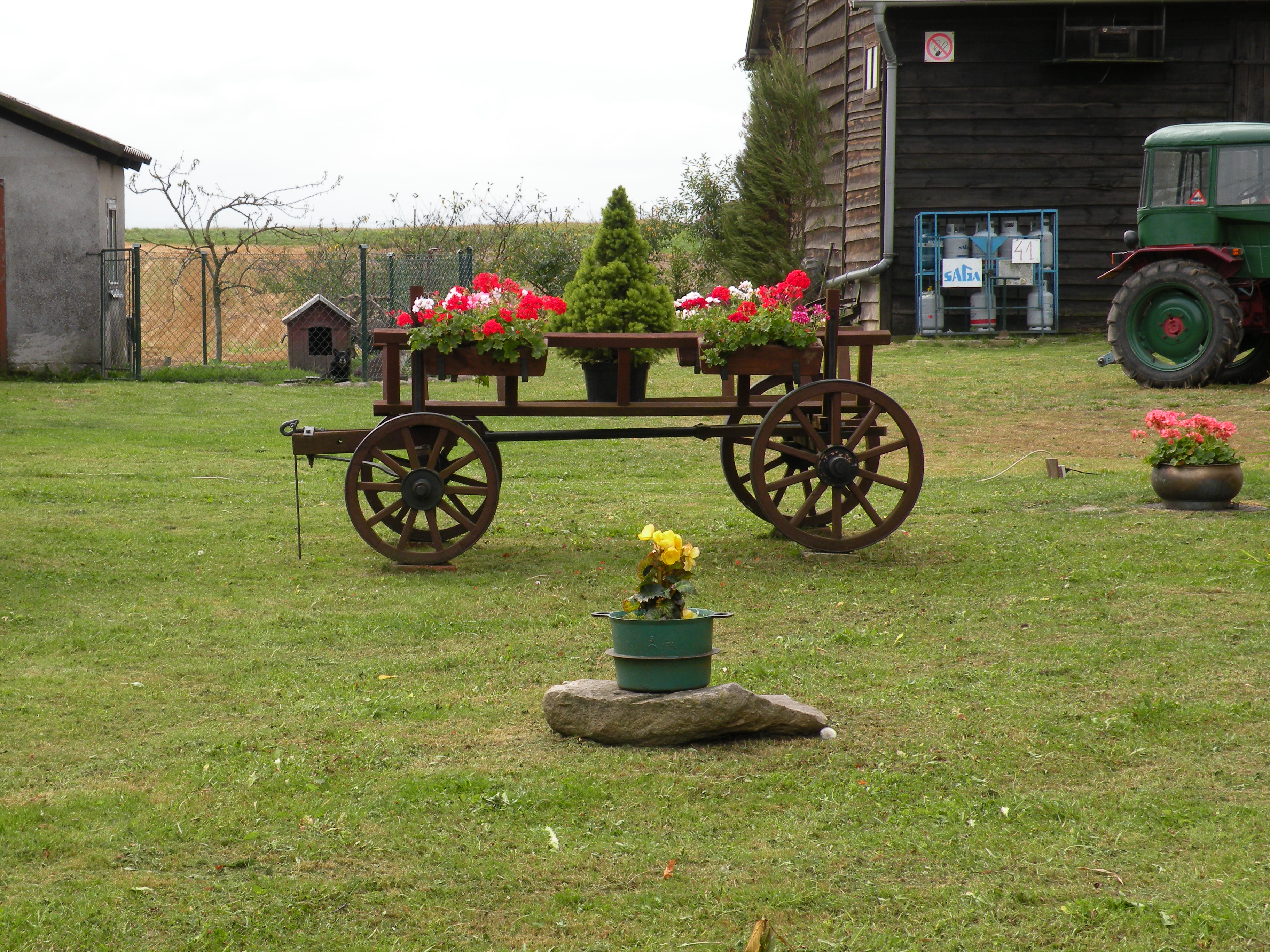
Gady podworko

Gady (niem. Jadden) – nieduża wieś sołecka w Polsce położona w województwie warmińsko-mazurskim, w powiecie olsztyńskim, w gminie Dywity około 13 km na północ od Olsztyna. W latach 1975–1998 miejscowość administracyjnie należała do województwa olsztyńskiego.
We wsi jest sklep spożywczy, przystanek autobusowy (przy przystanku leży kamień z tablicą wstawioną w 2009 r., upamiętniającą 640-letnią historię wsi), Ośrodek Rzemiosł Zapomnianych, dwa gospodarstwa agroturystyczne oraz gospodarstwo rybackie.

## Historia
Akt lokacyjny wsi został wydany 28 maja 1369 r. na zamku w Lidzbarku Warmińskim. Dokument został podpisany przez  biskupa warmińskiego Jana Stryprocka. Lokacja nadana na prawie chełmińskim dla Hoenveltz (takiej nazwy użyto po raz pierwszy) obejmowało 44 łany co odpowiadało w przybliżeniu 739,2 ha. Zasadźcą i jednocześnie pierwszym sołtysem wsi był Prus Gedethen. W przywileju zastrzeżono 4 łany dla ojca sołtysa – Bandusa oraz braci: Dyngona i Georgia. Pozwala to przypuszczać, że lokacja nastąpiła w miejscu zasiedlonym wcześniej przez Prusów W okresie plemiennym Gady znajdowały się na terytorium Galindii, a dokładniej ziemi zwanej Gunelauke, której centrum mieściło się w okolicy Barczewka.
W dokumencie lokacyjnym występuje tylko niemiecka nazwa Hoenveltcz (Hoenfeld). W 1405 r. odnotowano Gedden. W kolejnych zapisach spotkać można Jadden (1598), Gadden (1615) i Giaden (1668). W 1879 r. po raz pierwszy pojawiła się nazwa Gady.
Gady zostały zlokalizowane na szlaku łączącym Olsztyn z Jezioranami. Akt lokacyjny nadawał prawo do założenia w Gadach małej karczmy przy szlaku.
W 1909 r. w czasie mroźnej zimy wilki podchodziły do samej wsi. Poczta z jedynym we wsi telefonem powstała w 1930 roku i funkcjonowała do 1945 r. W 1933 r. do wsi doprowadzono prąd elektryczny. W tym okresie we wsi było dwóch kowali, dwóch cieśli, trzech murarzy i zdunów, dwóch fryzjerów, po jednym stolarzu, krawcu, młynarzu i mechaniku, W 1938 r. pojawiło się w Gadach pierwsze auto – właścicielem był Lindenblat. Po drugiej wojnie przez długi okres jedyne auto (stara warszawa) należało do Certy. W 1939 wybudowano utwardzoną drogę z Gad do Barczewka. W styczniu 1945 r., 23. i 27. przez wieś przetoczył się front, w wyniku działań wojennych wieś została częściowo zniszczona.
Drogę asfaltową wybudowana w latach 70. XX wieku a poszerzono w 1982 r. Ujęcie wody założono w klatach 80. XX wieku. Świetlica i sklep powstały w latach 1985-1987. W 1992 roku zamknięta została tutejsza szkoła.
W 2011 r. otwarto budynek Ośrodka Rzemiosł Zapomnianych.

## Zabudowa wsi
W dużej części zabudowa wsi pochodzi z końca XIX i początków XX w. Zachowała się jedna drewniana chałupa oraz wiele domów i budynków gospodarskich z czerwonej cegły. Architekturę uzupełniają współczesne domy. We wsi znajduje się pamiątkowy głaz, ustawiony w 2009 r. w czasie obchodów 640 jubileuszu lokacji wsi, kamienny żółw i kamienna "baba pruska" (wykonane w czasie festynu archeologicznego w 2008 r. We wsi znajdują się dwie murowane, warmińskie kapliczki, dwa drewniane, przydrożne krzyże oraz jeden krzyż metalowy, przystanek autobusowy, sklep i świetlica, a także stylowe, drewniane drogowskazy.

## Zabytki
- Neobarokowa kapliczka w środku wsi przy posesji nr 48 (N 53,877159o; E 20,579715o), wzniesiona w połowie XVIII w., z krucyfiksem i figurą Najświętszej Maryi Panny. W 1927 roku kapliczkę gruntownie wyremontowała rodzina Certów, dlatego w niektórych wydawnictwa niemieckich określana jest nazwa "Certas Kapelle". Tak jak i dawniej, tak i obecnie, przy tej kapliczce odbywają się nabożeństwa majowe. W 1966 roku kapliczka była w złym stanie, z widocznymi jeszcze zniszczeniami od kul. W maju tego roku kapliczka została otynkowana i wyremontowana, wykonano daszek z cegieł i wstawiono nowe ramy, chorągiewka metalowa została odnowiona (z datą 1929), została także zakupiona figura Matki Bożej.
- Kapliczka przy wjeździe do wsi od strony Słupów, przy posesji nr 50 (N 53,876836o; E 20,576093o), z rzeźbą św. Józefa, krucyfiksem i chorągiewką z datą 1929 (wykonana została w 1931[7]. Wybudowana została przez Antona Loberta. Od 1969 roku o kapliczkę i drobne naprawy troszczyła się Maria Januszewska wraz z rodziną. W latach 80. XX wieku została zakupiona nowa figura Matki Boskiej.
- Kapliczka za wsią ok. pół kilometra, w lesie, przy drodze powiatowej do Olsztyna, wybudowana w 1931 r. Obecnie pod opieką Janusza Smolińskiego i Wojciecha Załuski.
- Zabytkowy dzwon (posesja nr 26) z datą 1815. Dzwon ufundowali mieszkańcy wsi jako wotum błagalne podczas zarazy bydła. Przez wiele lat dzwon ten był zawieszony między dwoma drzewach za budynkiem sklepu i przez lata dzwonił na Anioł Pański. Po próbie kradzieży został przeniesiony na prywatną działkę i zawieszony na małej dzwonnicy.
- Kamienie graniczne, ułożone wzdłuż rowu granicznego między wsiami Gady, Tęguty i Barczewko.
- Stary krzyż drewniany (N 53,857231o; E 20,588203o), przy drodze z Gadów do Barczewka.

## Sołtysi
XX i XXI wiek
- Otto Bludau
- Hilda Braun (Hilda Braunowa)
- Sławomir Węgrodzki
- Józef Suchocki
- Paweł Węgrodzki
- Mirosław Piórkowski
- Rajmund Antosiak
- Alicja Antosiak

## Stowarzyszenia
We wsi działa Stowarzyszenie "Nasze Gady", organizujące różnorodne warsztaty edukacyjne, happeningi, jarmarki. Od 2008 roku w każdą ostatnią sobotę sierpnia odbywają się w Gadach Festyny Archeologiczne. Podczas Festynów można wziąć udział w różnorodnych warsztatach dawnego rękodzieła m.in. ceramicznych, rzeźbiarskich, a także posłuchać warmińskiej muzyki etnicznej.

## Galeria

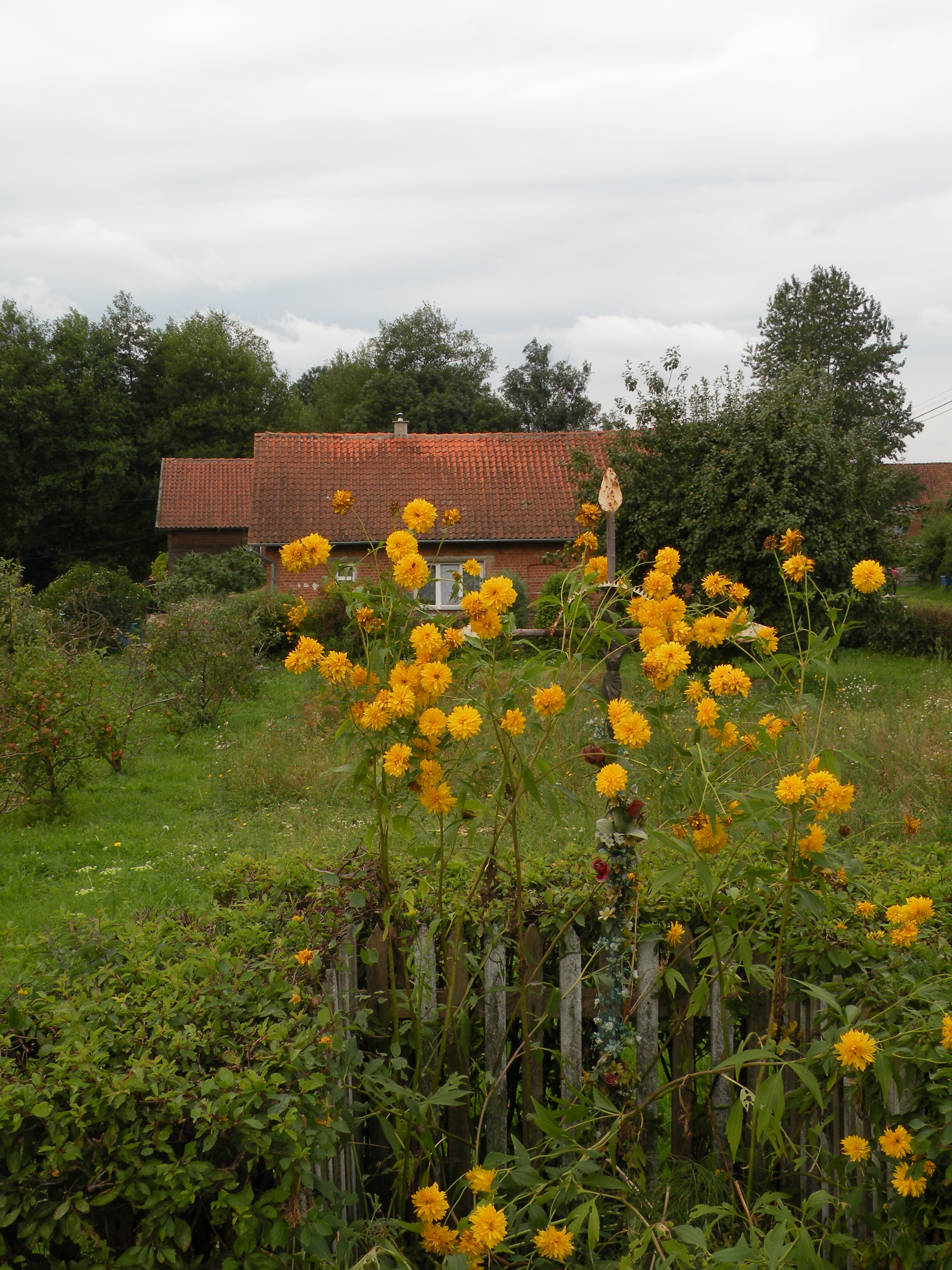
Przydrożny krzyż
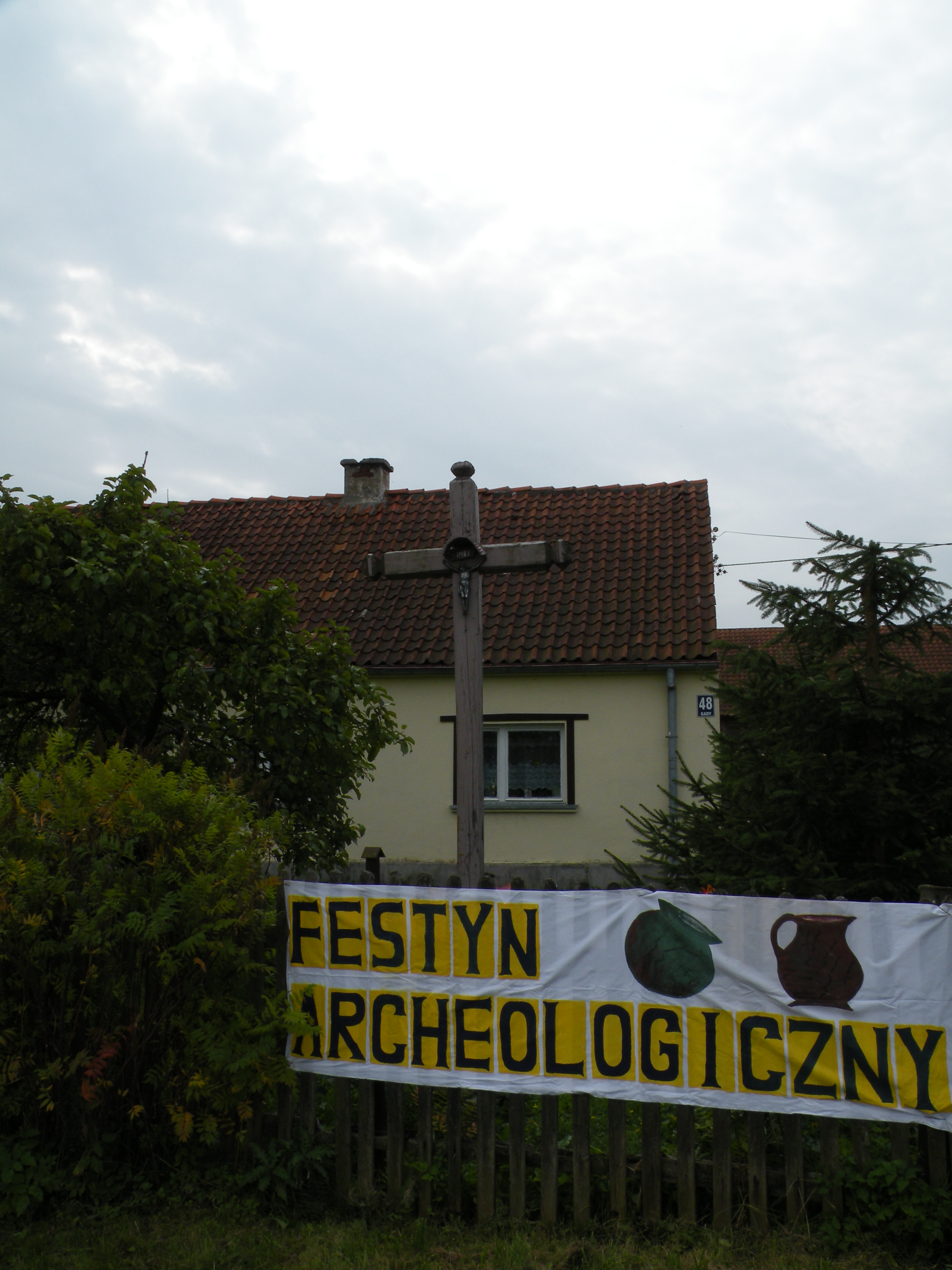
Przydrożny krzyż
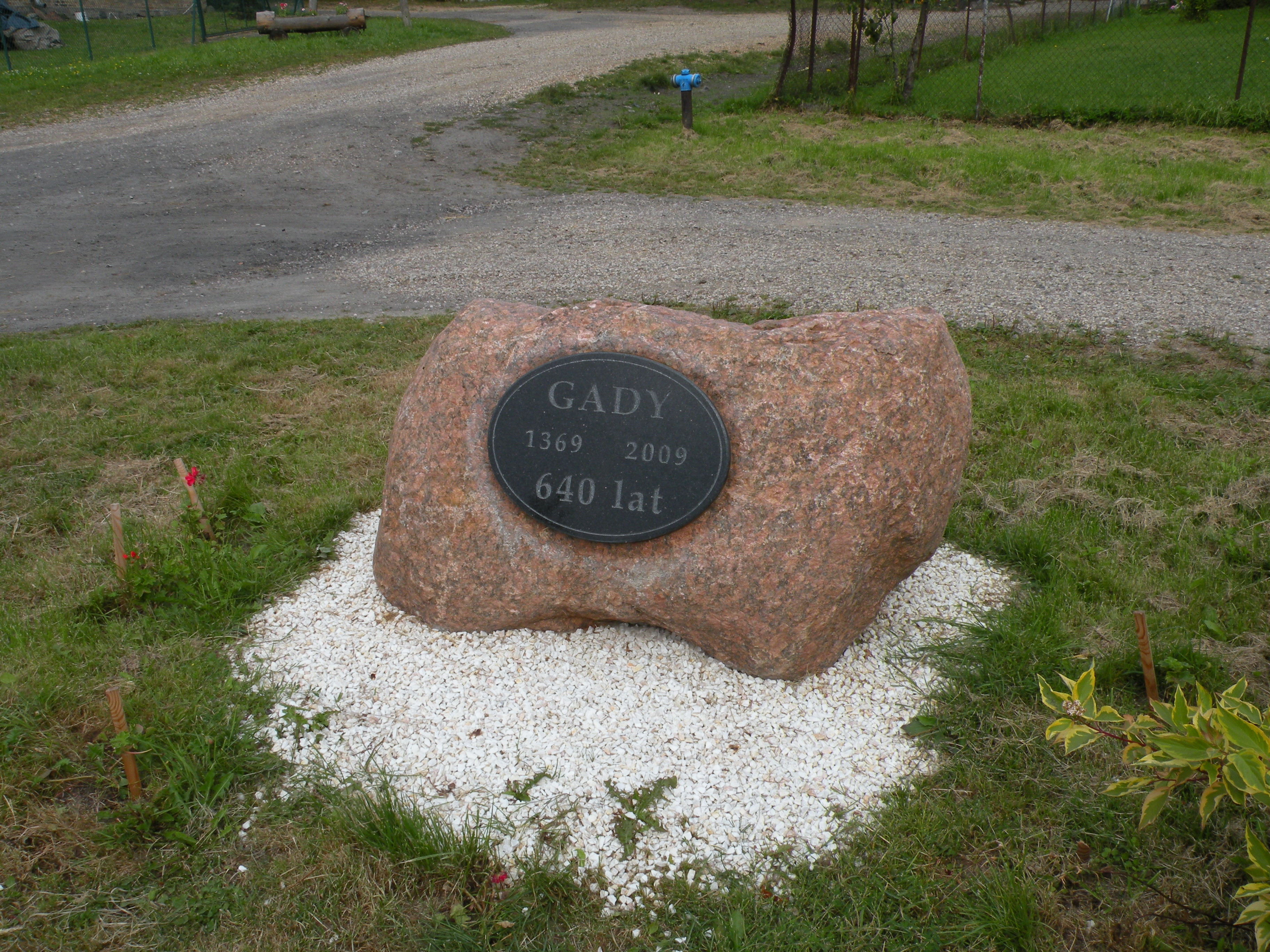
Głaz upamiętniający 640. lecie wsi
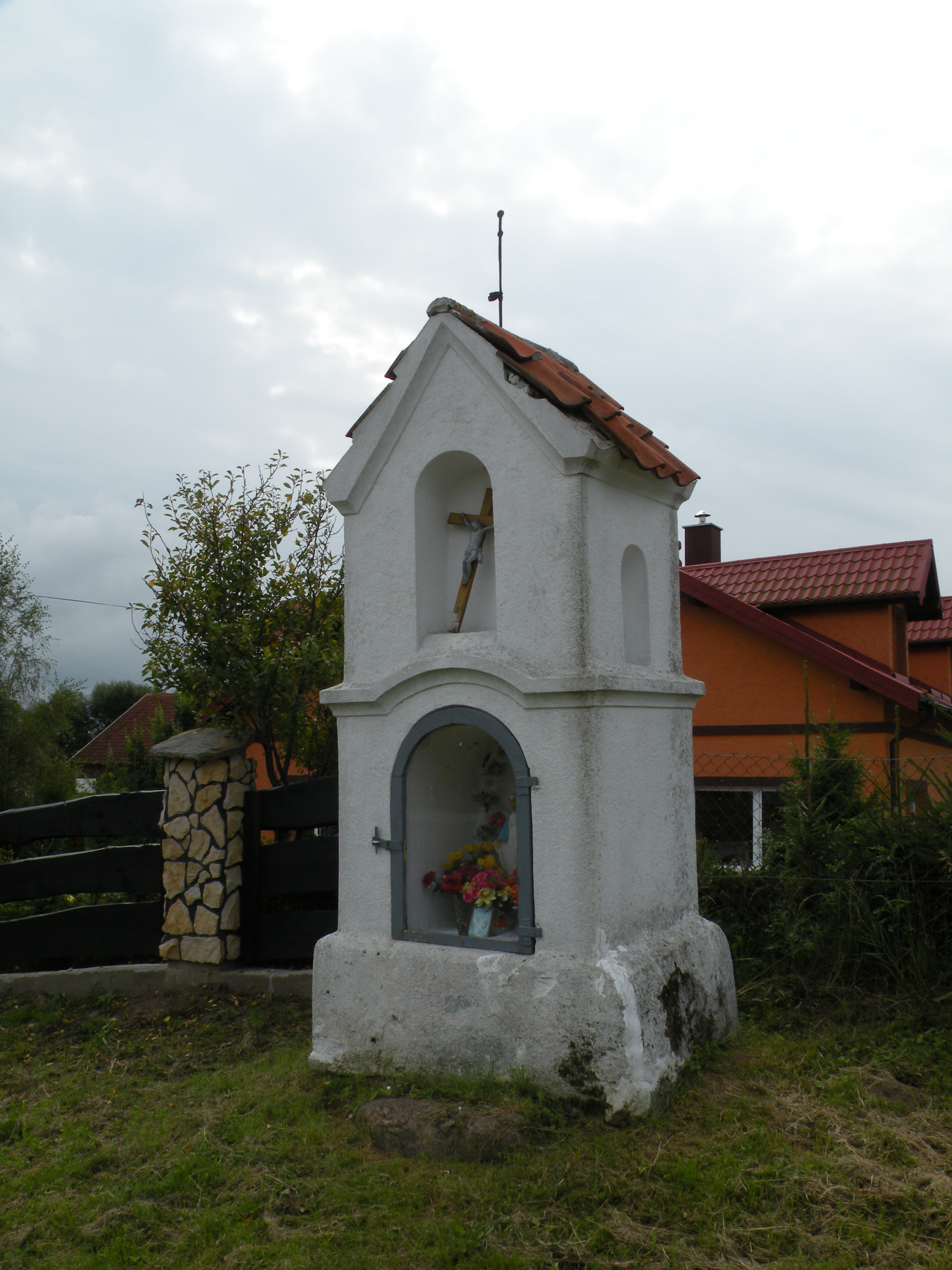
Kapliczka w środku wsi, z połowy XVIII w.
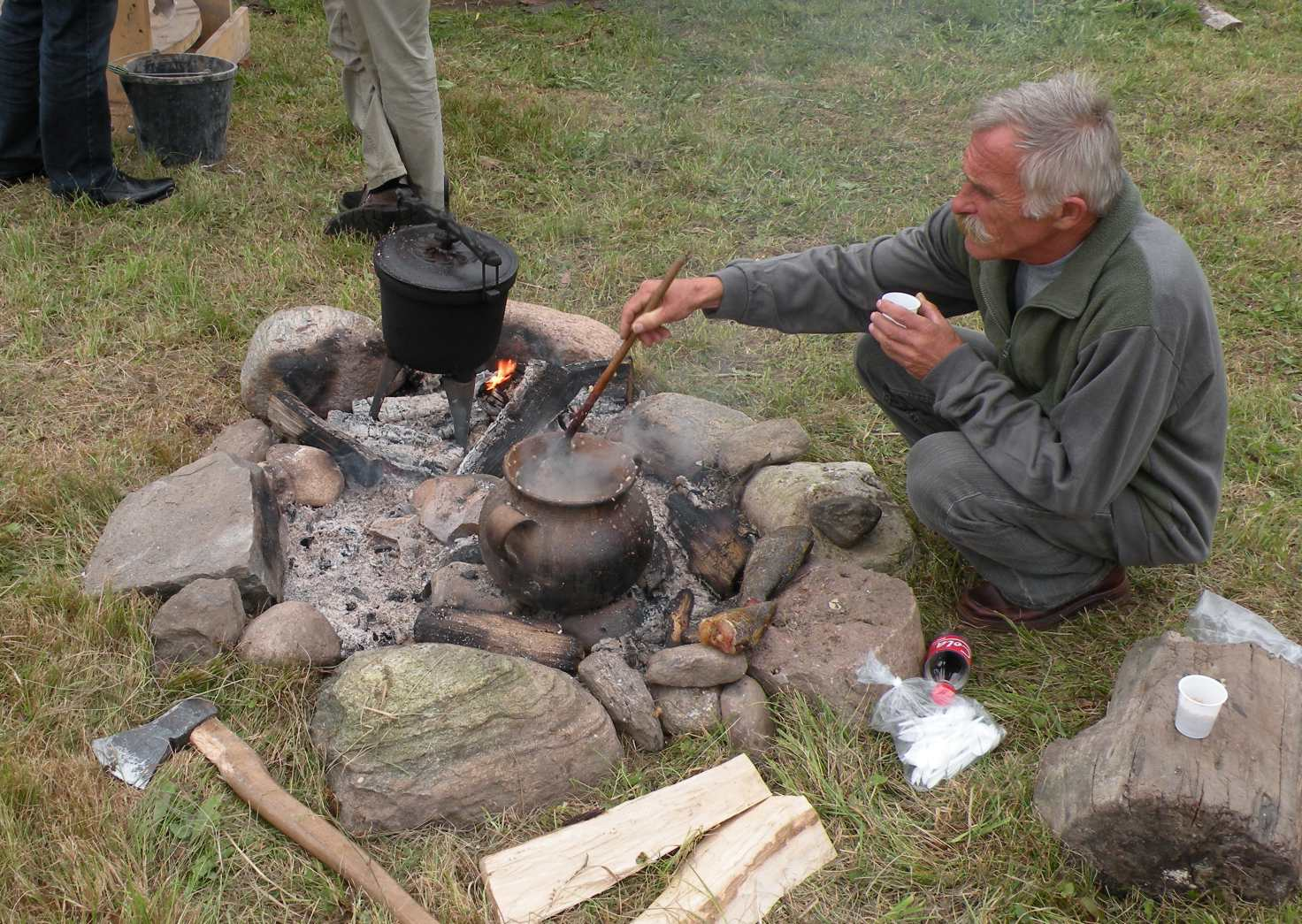
Piknik archeologiczny
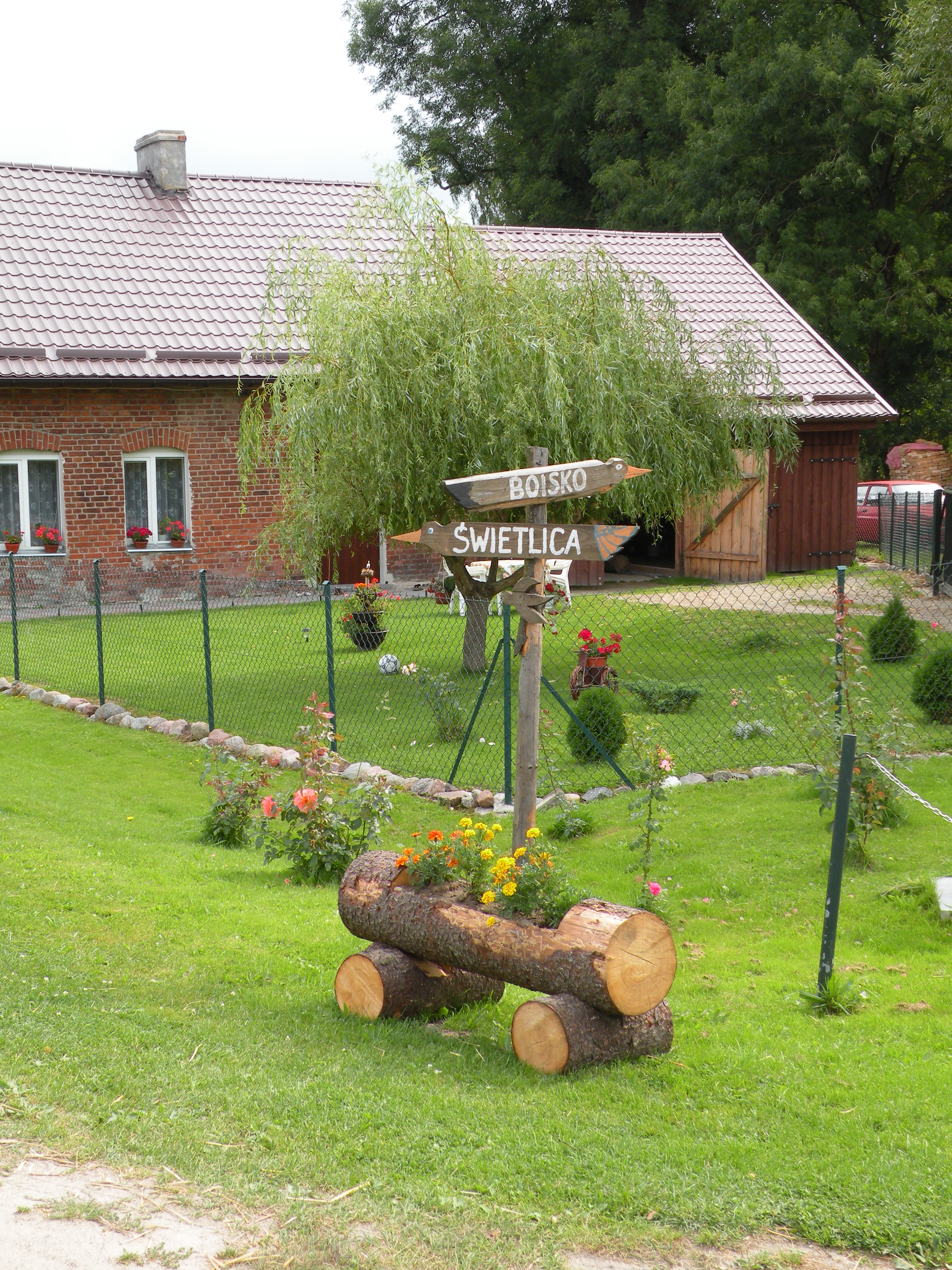
Zabudowa wsi